# Премия Британской Академии в области телевидения
British Academy Television Awards (BAFTA TV Award) — награда, ежегодно вручаемая Британской академией кино и телевизионных искусств за достижения в области телевидения.

## История
Первая в истории церемония наград состоялась в 1955 году и включала в себя шесть категорий. До 1958 года премию вручала Гильдия телевизионных продюсеров. С 1958 года, после того, как Гильдия примкнула к Британской академии кино, организация стала известна как «Общество кино и телевизионных искусств». С 1976 года начала именоваться Британской академией кино и телевизионных искусств.

## Проведение конкурса
Конкурс проводится только для британских программ — как любой кабельный, спутниковый и цифровой телеканал Великобритании, так и независимые продюсерские компании имеют право подать заявку на участие. Для получения номинации программа должна транслироваться с 1 марта предыдущего года до 15 февраля того года, в котором проводится церемония. В каждой категории по четыре номинации, победитель выбирается одним из девяти членов жюри Академии. Церемония награждения транслируется на телеканалах BBC One и ITV (чередуясь каждый год). Победители награждаются золотой маской.

## Основные категории
- «Лучшая односерийная теледрама» (Best Single Drama) — присваивается односерийным драматическим телефильмам или телеспектаклям. Выделена в 1983 году из номинации «Лучший драматический телесериал или многосерийная теледрама»
- «Лучший мини-сериал» (Best Mini-Series) — присваивается многосерийным драматическим телефильмам включающие от 2 до 19 серий[1], создана в 1992 году путём разделения категории «Лучший драматический телесериал или многосерийная теледрама» (Best Drama Series or Serial) (создана в 1958 году путём разделения номинации «Лучший телепродюсер», до 1973 года называлась — «Лучший продюсер теледрамы» (Best Drama Production)), в 1992—2012 гг. называлась «Лучшая многосерийная теледрамма» (Best Drama Serial)
- «Лучший драматический телесериал» (Best Drama Series) — присваивается многосерийным драматическим телефильмам в котором каждая серия представляет собой самостоятельную историю связанными общими персонажами, один сезон которого включает от 2 до 19 серий[1], создана в 1992 году путём разделения категории «Лучший драматический телесериал или многосерийная теледрама»
- «Лучшая мыльная опера или продолжающая теледрама» (Best Soap and Continuing Drama) — присваивается многосерийным драматическим телефильмам без законченного сюжета, один сезон которой включает не менее 20 серий[1], создана в 1999 году путём выделения из номинации «Лучшая продолжающаяся теледрамма», до 2003 года называлась «Лучшая мыльная опера» (Best Soap), до 2012 года — «Лучшая продолжающаяся теледрама» (Best Continuing Drama)
- «Лучшая телекомедия или комедийная развлекательная телепрограмма» (Best Comedy and Comedy Entertainment Programme) — присваивается односерийным и многосерийным комедийным телефильмам и юмористическим художественным тележурналам, создана в 1973 году путём выделения из номинации «Лучшая развлекательная программа», изначально называлась «Лучшая ситуационная телекомедия» (Best Situation Comedy), в 1981—1992 гг. называлась «Лучший комедийный телесериал» (Best Comedy Series), в 1992—2007 гг. — «Лучшая комедийная телепрограмма или комедийный телесериал» (Best Comedy Programme or Series), в 2007—2013 гг. — «Лучшая комедийная телепрограмма» (Best Comedy Programme)
- «Лучшая сценарная телекомедия» (Best Scripted Comedy) — создана в 2000 году, до 2015 года называлась «Лучшая ситуационная телекомедия»
- «Лучшая односерийная документальная телепрограмма» (Best Single Documentary) — включает односерийные документальные телефильмы[1]
- «Лучший документальный телесериал» (Best Factual Series or Strand) — включает многосерийные документальные телефильмы и документальные телесериалы, создана в 1958 году путём разделения номинации «Лучший телепродюсер», до 1973 года называлась — «Лучший продюсер теледокументалистики» (Best Factual Production).
- «Лучшая развлекательная телепрограмма» (Best Entertainment Programme) — включает телевикторины и концертные программы. Создана в 1959 году путём разделения номинации «Лучший телепродюсер», до 2000 года называлась — «Лучшая развлекательная программ или сериал» (Best Light Entertainment Programme or Series), до 1992 года — «Лучшая развлекательная программа» (Best Light Entertainment Programme, до 1971 года — Best Light Entertainment)
- «Лучший телеактёр» (Best Actor) — лучшая мужская главная роль в драматическом телефильме, драматическом телеспектакле или драматическом телесериале
- «Лучшая телеактриса» (Best Actress) — лучшая женская главная роль в драматическом телефильме, драматическом телеспектакле или драматическом телесериале
- «Лучший комедийный актёр» (Best Male Comedy Performance) — лучшая мужская роль в комедийном телефильме, комедийном телеспектакле, комедийном телесериале, до 2009 года — Лучшая роль в телекомедии (Best Comedy Performance)
- «Лучшая комедийная актриса» (Best Female Comedy Performance) — лучшая женская роль в комедийном телефильме, комедийном телеспектакле или комедийном телесериале, до 2009 года — Лучшая роль в телекомедии (Best Comedy Performance)
- «Лучшая мужская роль второго плана» (Best Supporting Actor) — лучшая мужская роль второго плана в телефильме, телеспектакле и телесериале
- «Лучшая женская роль второго плана» (Best Supporting Actress) — лучшая женская роль второго плана в телефильме, телеспектакле и телесериале
- «Награда Lew Grade за лучшую развлекательную программу»
- «Лучшая международная программа» (Best International Programme)